# Álex Fiorio
Alessandro Fiorio (10 de marzo de 1965, Italia), también conocido como Alex Fiorio, es un piloto de rallyes italiano retirado en el año 2002, habiendo sido vencedor del Campeonato del Mundo de rallyes de Producción en la temporada de 1987 con un Lancia Delta HF Integrale. Es hijo de Cesare Fiorio, jefe de la escudería Lancia en el WRC y director de Ferrari en la Fórmula 1.

## Trayectoria
Su debut en el mundo de los rallyes de producción se produjo en 1986 participando en 5 rallyes del Campeonato del Mundo de Rally, con el equipo privado de la Jolly Club pilotando un Fiat Uno Turbo. El año siguiente, Fiorio siguió en el mismo equipo, compitiendo en el PWRC con un Lancia Delta, consiguiendo tres triunfos de su categoría, con lo que se proclamaría vencedor del campeonato.
La temporada 1988 disputa el WRC con un Lancia Delta Integrale, finalizando segundo absoluto en el Rallye de Montecarlo, el de Portugal, el Acrópolis y el Sanremo, con lo que terminaba tercero del campeonato del mundo de ese año, por detrás del también italiano Miki Biasion y el finlandés Markku Alén.
Comienza la temporada 1989 con un fuerte accidente en Montecarlo al perder el control de su Lancia a unos 145 km/h, en un accidente donde perderían la vida dos espectadores. Aquel año Fiorio concluiría su temporada con el subcampeonato del mundo de rallues, superado de nuevo por su compatriota Miki Biasion.